# Komunistická strana Slovenska (1992)
Komunistická strana Slovenska (zkratka KSS) je slovenská krajně levicová politická strana, která vznikla v roce 1992. Předsedou strany je Jozef Hrdlička.

## Historie
KSS vznikla začátkem v roce 1992 spojením některých bývalých členů SDĽ se stranou ZKS. V Národní radě Slovenské republiky byla zastoupena jen jedno volební období (2002-2006).
Po neúspěchu ve volbách rezignovalo 23. ledna 2006 vedení strany v čele s předsedou Jozefem Ševcem. Novým předsedou strany byl 25. listopadu 2006 zvolen Jozef Hrdlička.
V parlamentních volbách v roce 2023 strana získala 0,33 % hlasů. Členové KSS měli původně kandidovat na kandidátce SNS, k tomu však nakonec nedošlo.

## Vedení strany
- Jozef Hrdlička – předseda
- Viera Klimentová – místopředsedkyně
- Lukáš Sisák – místopředseda
- Tomáš Rovňák – člen predsednictva
- Ján Sporka – člen predsednictva
- Pavol Suško – člen predsednictva

### Předsedové strany
- 90. léta Vladimír Ďaďo
- do roku 2006 Jozef Ševc
- 2006 Vladimír Ďaďo
- 2006 - současnost Jozef Hrdlička

## Volební výsledky
- 1998 (parlamentní volby) – 2,79 % hlasů a žádný mandát v národní radě
- 2002 (parlamentní volby) – 6,32 % hlasů a 11 mandátů v národní radě
- 2004 (volby do Evropského parlamentu) – 4,54% hlasů a žádný mandát v Evropském parlamentu
- 2006 (parlamentní volby) – 3,88 % hlasů a žádný mandát v národní radě
- 2010 (parlamentní volby) – 0,83 % hlasů a žádný mandát v národní radě
- 2012 (parlamentní volby) – 0,72 % hlasů a žádný mandát v národní radě
- 2016 (parlamentní volby) – 0,62 % hlasů a žádný mandát v národní radě
- 2023 (parlamentní volby) – 0,33 % hlasů a žádný mandát v národní radě